# 黃頭蝴蝶魚
黃頭蝴蝶魚，為輻鰭魚綱鱸形目蝴蝶魚科的其中一種。

## 分布
本魚分布於西印度洋區，包括東非、南非、馬達加斯加、模里西斯、留尼旺、塞席爾群島、馬爾地夫、印度、印尼等海域。

## 深度
水深1至30公尺。

## 特徵
本魚體呈方圓形，吻短，眼睛黃色且具有黑色斑塊。體色為白色或淡灰色，體側具5至6條深色「V」字型條紋，頭部為黃色，胸鰭基底黃色；背鰭和臀鰭褐色且具藍色、黑色邊緣；腹鰭黃色。背鰭硬棘13至14枚，背鰭軟條21至26枚；臀鰭硬棘 3枚、臀鰭軟條21至23枚。體長可達20公分。

## 生態
本魚棲息在珊瑚礁區，通常以單獨的個體出現或以5至6條魚為一群地活動，雜食性，對於其他種類蝴蝶魚具有攻擊性。

## 經濟利用
作為觀賞魚，不供食用。